# Guillermo de Vercelli
Guillermo de Vercelli (Vercelli, 1085-Goleto, actual Sant'Angelo dei Lombardi, 25 de junio de 1142), también conocido como san Guillermo abad, fue un monje fundador de monasterios y comunidades, entre ellos la congregación de Montevergine (Monte Virgen). Venerado como santo por la Iglesia católica, su festividad se celebra el 25 de junio. Pío XII le proclamó patrono de Irpinia.
Las fundaciones y el estilo de vida de Guillermo de Vercelli se enmarcaron en el clima de renovación monástica característico del paso del siglo XI al XII. El programa de vida expuesto por Guillermo a sus discípulos de Montevergine podría resumirse en su frase:

Soy del parecer, hermanos, que trabajando con nuestras manos nos ganemos la comida y el vestido para nosotros y para los pobres.
Guillermo de Vercelli

## Biografía

### Primeros años
Guillermo de Vercelli nació en el norte de Italia en 1085, en el seno de una familia noble. Se conocen pocos detalles de su nacimiento e infancia, pero en su juventud tornó en ejemplo de mortificación.
Hay constancia documental de que a los quince años peregrinó a Santiago de Compostela. Lo que, según la tradición, realizó descalzo, cargado de cadenas y en ayunas.

### Montevergine
Vuelto a Italia, se dirigió a la cadena montañosa de Partenio que domina Avellino, para establecerse en una de sus cimas, un lugar despoblado a unos 1 300 m s. n. m. al este de Nápoles llamado Monte Virgiliano. Allí practicó una vida eremítica durante algunos años. Luego se le unieron algunos discípulos, entre ellos sacerdotes, que construyeron celdas y participaron de la edificación de una iglesia dedicada a la Virgen en 1124, y más tarde un monasterio al que Guillermo dio el nombre de Montevergine (Monte Virgen).
La afluencia de fieles fue ocasión para que los sacerdotes ejercieran su ministerio pero Guillermo, buscando la soledad, se alejó de Partenio hacia 1128. Se estableció en la llanura de Goleto en los límites de Campania y Basilicata. Allí comenzó una nueva experiencia monástica, un monasterio doble integrado mayormente por mujeres. Fundó otros varios de la misma regla aunque tampoco en Goleto permaneció de forma estable ya que viajó a Apulia en varias oportunidades. Finalmente murió en Goleto, hoy Sant'Angelo dei Lombardi, el 25 de junio de 1142. Su cuerpo permaneció en Goleto hasta 1807, año en que fue trasladado a Montevergine.

## Veneración
La veneración de Guillermo de Vercelli se inició en los monasterios de su propia congregación, y se extendió gradualmente a la diócesis de Vercelli y a todo el reino de Nápoles. En 1785, el culto se generalizó en toda la Iglesia católica. Su festividad se celebra el 25 de junio.
En 1942, Pío XII proclamó a Guillermo de Vercelli patrono de Irpina.

## Representaciones
Guillermo de Vercelli es representado frecuentemente con hábito blanco, portando un báculo en su mano derecha, y con un lobo a sus pies. Según una tradición, un lobo devoró su asno y él lo reprendió, convirtiéndolo. Con variantes, el mismo tipo de relato se reiteró años más tarde con el lobo de Gubbio en las Florecillas de san Francisco. Se trata de ejemplos de la narrativa cristiana propia de la época, que presentaba a santos como Guillermo, Francisco de Asís o Antonio Abad ejerciendo influencia sobre el comportamiento de los animales o sobre la naturaleza, probablemente como reflejo de las actitudes y de los idearios que ellos vivieron.